# Giuseppe Beltrone
Giuseppe Beltrone, detto Peppino (Crotone, 1851 – New York, 27 marzo 1922), è stato un pittore italiano naturalizzato statunitense.

## Biografia
Figlio di Luigi Beltrone, lavorò soprattutto in Puglia tra Bari e Noci, oltre che in tutta la provincia. Eseguì molti ritratti, tra cui quelli di:
1. Enrico Caruso, il cui ritratto venne eseguito a New York, dove l'artista emigrò agli inizi del XX secolo;
2. Vito Nicola Romanazzi con la sua famiglia;
3. Riccardo Maria di Sangro (1855-1881), figlio del duca Placido di Sangro (1829-1891), che in seguito morirà suicida a Napoli all'età di 30 anni;
4. Ferdinando Lambert, noto avvocato di Trani.

Si ricordano anche il Ritratto dell'avv. Carboni e il Ritratto dei coniugi Squicciarini, quest'ultimo invece eseguito a Teramo.
Nel 1898 Beltrone partecipò all'esposizione generale italiana di Torino, dove espose molte altre opere ritrattistiche.
Giuseppe Beltrone si spense a New York il 27 marzo 1922, all'età di 71 anni.

## Vita privata
Sposato con Grazia Suriano, ebbe cinque figli: Luigi, Vincenzo, Catherine, Rosa e Josephine.